# Tungufell (kulle i Island, Austurland, lat 65,63, long -14,94)
Tungufell är en kulle i republiken Island. Den ligger i regionen Austurland, 400 km öster om huvudstaden Reykjavík. Toppen på Tungufell är 430 meter över havet.
Trakten runt Tungufell är nära nog obefolkad, med mindre än två invånare per kvadratkilometer. Närmaste större samhälle är Vopnafjörður, omkring 16 kilometer norr om Tungufell. Trakten runt Tungufell består i huvudsak av gräsmarker.